# Марсианин Марвин
Марсианин Марвин (англ. Marvin the Martian) — персонаж серий мультфильмов «Луни Тюнз» и «Весёлые мелодии», один из главных антагонистов мультсериала. Озвучивался Мелом Бланком, Джо Аласки, Эриком Баузой, Эриком Голдбергом и другими актёрами.
Персонаж впервые появился в качестве антагониста в мультфильме Багз Банни 1948 года «Haredevil Hare». Затем он появился ещё в четырёх мультфильмах, выпущенных в период с 1952 по 1963 год.

## Описание
Марвин — это марсианин низкого роста, у него красные руки, ноги и туловище. На руках он носит белые перчатки. Имеет большую шарообразную голову, на которой есть только глаза и полностью отсутствует рот, но несмотря на это он может говорить.
Его стиль одежды основан на броне, которую носил римский Марс. Марвин носит белые баскетбольные кроссовки со встроенными реактивными двигателями, большой зелёный римский шлем и такого же цвета железную юбку. Имя Марвин не использовалось в оригинальных короткометражных мультфильмах — его называли Командир летающей тарелки X-2 в мультфильме The Hasty Hare в 1952 году. Однако, в 1979 году, когда персонаж приобрёл популярность и вызвал в связи с этим коммерческий интерес, для него было выбрано имя «Марвин», использовавшееся в фильме «Кролик Багз или Дорожный Бегун».

## История персонажа
Марсианин Марвин — жестокий и кровожадный правитель Марса, вооружённый лазерным пистолетом. Он часто появляется вместе с инопланетным псом по кличке К-9, а иногда и с другими существами — например, армией марсиан, похожих на птиц. Марвин всегда пытается воплотить свою главную мечту, а именно, уничтожить планету Земля и захватить власть над всей галактикой. Что бы он не делал, он всегда терпит неудачу из-за вмешательства других персонажей, в основном Багза Банни. У Марвина есть собственный инопланетный город и дворец. Во дворце Марвин иногда разрабатывает планы по уничтожению Земли, поскольку «она заслоняет ему вид на Венеру». Марвин может летать, имеет сверхчеловеческую силу, может поднимать тяжёлые объекты и разбивать их с одного удара. Также у него невероятно высокий уровень IQ. Марвин любит создавать роботов для захвата власти в галактике. И у него есть свой космический корабль. Сражался за космическую территорию под названием «Планета Икс» с Даффи Даком.
Появлялся в мультсериалах «Шоу Луни Тюнз», «Малыши Луни Тюнз» в роли младенца и в сериале «Дак Доджерс», где выступил в роли главного злодея. Также в роли злодея выступил в фильме Луни Тюнз: Снова в деле. В фильме «Космический джем» судил баскетбольный матч, в котором участвовали персонажи Луни Тюнз и Майкл Джордан с одной стороны, и монстры с другой.
Как и многие другие персонажи поп-культуры, появился в фильме Стивена Спилберга 2018 года «Первому игроку приготовиться».
А также он появляется в фильме «Космический джем: Новое поколение» в качестве второстепенного персонажа. Появляется, когда Багз устанавливает флаг на участке земли и «объявляет его краем Земли». Марвин вместе с псом K-9 появляются и заменяют флаг кролика на свой. Багз вызвал марсианина, чтобы для Леброна Джеймса добыть транспорт, а именно угнать корабль Марвина. Леброн не хотел, чтобы Багз так поступил и тем самым привлёк внимание Марвина, который пытался застрелить кролика антигравитационным лучом, но попадает в Леброна. Во время второй попытки Багз отражает луч зеркалом в марсианина и тот взмывает в воздух. Предательский поступок со стороны Марвина сделан. Потом после сбора команды они возвращаются в мир Луни Тюнз. Марвин уже был доволен возвращением корабля, но случайно был раздавлен дверцей корабля. Ему никто даже не осмелился помочь. Потом то же самое случилось на матче, в начале третьей четверти. Он был также улучшен вместе с остальными. Второй раз был более обидный, чем смешной.
Правда в книжках, журналах, одежде и игрушках Марвин был. И был он в баскетбольной одежде, в команде мультлегенд. Значит авторы хоть немного пощадили несчастного марсианина.

## Влияние на культуру
- Марвин появляется в составе ФБР вместе с другими инопланетянами на телевидении в «Спрингфилдских файлах», эпизоде «Симпсонов», в фиолетовом шлеме и юбке. Он также появляется в эпизоде Любовь — это вещь, разбитая на множество кусочков, где он был показан в качестве боксёра в вымышленной видеоигре «Смешанные марсианские искусства»[7].
- Раннее предложение обложки для альбома Big Black 1986 года Atomizer, от которого в конечном итоге отказались из-за юридических проблем, включало Марвина, направляющего лучевой пистолет на Землю[8].
- Марвин упоминается в фильме 1995 года «Бестолковые», когда Трэвис говорит Тай, что хочет покрыть свой скейтборд фотографиями Марвина, и она говорит, что может его нарисовать[9].
- Гитарист Трей Анастасио из рок-группы Phish часто носил на сцене футболку с марсианином Марвином в период с 1993 по 1997 года[10].
- На обложке альбома Xenia Rubinos Magic Trix 2013 года изображен обнаженный человек, сидящий в кресле, а голова Марвина лежит над его головой[11].

## Отменённая экранизация
29 июля 2008 года Warner Bros. и Alcon Entertainment объявили о планах создания компьютерно анимационного фильма с Майком Майерсом, который должен был озвучить Марвина и Кристофером Ли в роли Санты-Клауса. В фильме Марвин должен был пытаться уничтожить Землю во время Рождества, став конкурентом Санта-Клауса, но ему помешали бы достичь своей цели, когда Санта завернул бы его в подарочную коробку. Алкон сравнил проект с другими фильмами, такими как «Бешеные скачки» и «Мой пёс Скип». Первоначально он был запланирован к выпуску 7 октября 2011 года, но позже фильм был исключен из графика, и с тех пор о нём ничего не было слышно. Тестовые кадры фильма просочились в интернет 28 декабря 2012 года.